# Bourrée

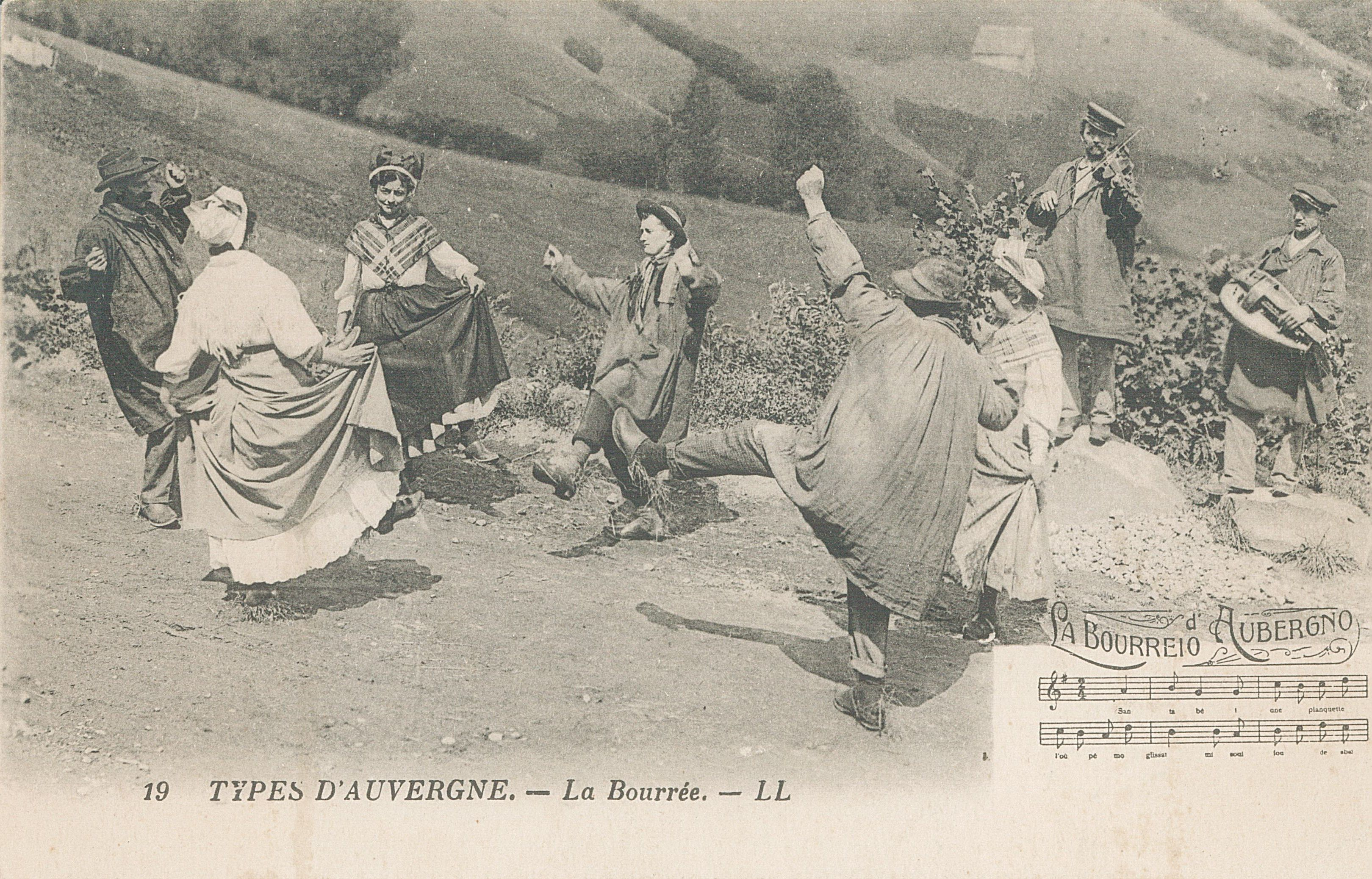
Na staré pohlednici je zachycen živý charakter původního lidového tance bourrée d'Auvergne

Bourrée [buré] je původně francouzský lidový tanec rychlého tempa. Vznikl v oblasti Auvergne, odkud se rozšíříl do dalších částí Francie a do Španělska. V 17. století se stal populárním i na královském dvoře a některé prvky z bourrée byly dokonce přeneseny do jevištního tance a baletu, které se v té době za podpory Ludvíka XIV. intenzivně rozvíjely. Se vznikem balfolku ve Francii 70. let 20. století se bourrée na dvě a na tři doby stalo jedním ze základních tanců balfolkového repertoáru.
Podobně jako u jiných tanců se pojmem bourrée označuje také hudební forma odpovídajícího charakteru a tempa. Stylizovaná bourrée byla běžnou částí barokních tanečních suit, kde plnila roli tzv. intermezza. Bývají psána v sudém taktu a se čtvrťovým předtaktím (na rozdíl od původní lidové podoby, kde je častý 3/8 takt).